# Ла Селва Вич (Калифорнија)
Ла Селва Вич (енгл. La Selva Beach) насељено је место без административног статуса у америчкој савезној држави Калифорнија.

## Демографија
По попису из 2010. године број становника је 2.843.
| Група             | 2000.    | 2010.         |
| Белци             | 0 (0,0%) | 2.226 (78,3%) |
| Афроамериканци    | 0 (0,0%) | 27 (0,9%)     |
| Азијати           | 0 (0,0%) | 116 (4,1%)    |
| Хиспаноамериканци | 0 (0,0%) | 372 (13,1%)   |
| Укупно            | 0        | 2.843         |